# بر أغوش
بر أغوش هي قرية في مقاطعة سراب، إيران. عدد سكان هذه القرية هو 974 في سنة 2006.